# Electric Island, Acoustic Sea
Electric Island, Acoustic Sea é um álbum colaborativo de estúdio dos músicos vencedores do Grammy Tak Matsumoto (guitarrista japonês da banda B'z) e Daniel Ho (multi-instrumentista estadunidense). O álbum estreou na 7ª colocação na parada semanal da Oricon e na 6ª posição na Billboard Japan. "Island of Peace" e "Rain" são regravações de canções lançadas anteriormente por Tak em seu álbum solo de 2014 New Horizon.

## Lista de faixas
| N.º            | Título                                                             | Música         | Duração |  |
| 1.             | "Soaring em Dreams" (Decolando em sonhos)                          | Daniel Ho      | 5:31    |  |
| 2.             | "Fujiyama Highway" (Rodovia Fujiyama)                              | Tak Matsumoto  | 4:08    |  |
| 3.             | "Magokoro (True Heart)" (Magokoro (Coração Verdadeiro))            | Daniel         | 5:01    |  |
| 4.             | "Infinite Escapade" (Escapada Infinito)                            | Daniel         | 4:45    |  |
| 5.             | "Faithfully" (Com Fé (cover de Journey; letras por Jonathan Cain)) | Jonathan Cain  | 3:28    |  |
| 6.             | "Sunny Tuesday" (Terça-feira Ensolarada)                           | Tak            | 3:29    |  |
| 7.             | "Wander Blues" (Blues Caminhante)                                  | Tak            | 3:46    |  |
| 8.             | "Adrenaline UP!" (MAIS Adrenalina!)                                | Tak, Ho        | 4:00    |  |
| 9.             | "Omotesando"                                                       | Tak            | 4:45    |  |
| 10.            | "Island of Peace" (Ilha de Paz)                                    | Tak            | 5:19    |  |
| 11.            | "Rain" (Chuva)                                                     | Tak            | 5:40    |  |
| 12.            | "Lia"                                                              | Daniel         | 4:05    |  |
| Duração total: | Duração total:                                                     | Duração total: | 53:57   |  |

## Créditos
- Tak Matsumoto – guitarra, arranjos nas faixas 2, 6-11
- Daniel Ho – vocais em "Faithfully"; violão de 12 cordas em "Soaring em Dreams"; guitarra rítmica em "Soaring em Dreams" e "Magokoro (True Heart)"; violão nas faixas 5, 8, 7, 9 e 12; baixo nas faixas 1, 4, 5 e 6; sanshin em "Fujiyama Highway"; Ukulele em "Fujiyama Highway" e "Sunny Tuesday"; ukulele tenor & soprano em "Island of Peace"; piano nas faixas 1, 3, 4, 10 e 11; teclados nas faixas 1, 3 e 4; piano elétrico em "Omotesando"; triângulo em "Infinite Escapade"; prato em "Infinite Escapade"; udu em "Sunny Tuesday" e "Rain"; uriuri em "Sunny Tuesday"; ipu heke nas faixas 6, 10 e 11; chocalho em "Sunny Tuesday" e "Rain"; prato chinês em "Adrenaline UP!"; caxixi em "Island of Peace"; cha-cha em "Island of Peace" e "Rain"; tambor falante, bongos, prato da China e chocalho de madeira em "Island of Peace"; arranjos nas faixas 1, 3, 4, 5, 6, 8, 10-12

### Membros de apoio
- Steve Billman – baixo nas faixas 2-7 e 9, fretless bass em "Magokoro (True Heart)"
- Barry Sparks – baixo em "Rain"
- David Enos – baixo de madeira em "Island of Peace"
- Randy Drake – bateria nas faixas 1-4 e 6-9; taiko nas faixas 2, 7, 8 e 11; agogô em "Fujiyama Highway"; güiro e tamborim em "Fujiyama Highway"
- Hiroko Ishikawa com a Lime Ladies Orchestra – cordas em "Island of Peace"
- Dana Xue – violoncelo em "Magokoro (True Heart)" e "Adrenaline UP!"
- June Kuramoto – koto nas faixas 2, 4, 8 e 11
- Hideyuki Terachi – arranjo nas faixas 2, 7 e 9